# Garlands
Garlands — перший студійний альбом англійської групи Cocteau Twins, який вийшов у червні 1982 року.

## Композиції
1. Blood Bitch — 4:34
2. Wax and Wane — 4:04
3. But I'm Not — 2:45
4. Blind Dumb Deaf — 3:46
5. Shallow Then Halo — 5:16
6. The Hollow Men — 5:02
7. Garlands — 4:32
8. Grail Overfloweth — 5:22

## Склад
- Елізабет Фрейзер — вокал
- Робін Ґатрі — гітара, ударні
- Віл Геґі — бас-гітара